# ᅁ
ᅁ(이응기역)은 한글 낱자 ㅇ과 ㄱ을 겹들여 놓은 것이다. 초성에만 쓰였고, 일본어의 유성음 ㄱ([g])을 나타낼 때 쓰였다. 현재는 쓰이지 않는다.

## 코드 값
| 종류                  | 종류           | 글자   | 유니코드 | HTML     |
| --------------------- | -------------- | ------ | -------- | -------- |
| 한글 호환 자모        | 한글 호환 자모 | (없음) | (없음)   | (없음)   |
| 한글 자모 영역        | 첫소리         | ᅁᅠ     | U+1141   | &#4417;  |
| 한글 자모 영역        | 끝소리         | (없음) | (없음)   | (없음)   |
| 한양 사용자 정의 영역 | 첫소리         |     | U+F7DA   | &#63450; |
| 한양 사용자 정의 영역 | 끝소리         |     | U+F8D9   | &#63705; |
| 반각                  | 반각           | (없음) | (없음)   | (없음)   |